# Широколиственный лес в кварталах 35, 44—49 Серебряно-Прудского лесничества
Широколиственный лес в кварталах 35, 44—49 Серебряно-Прудского лесничества — государственный природный заказник (комплексный) регионального (областного) значения Московской области, целью которого является сохранение ненарушенных природных комплексов, их компонентов в естественном состоянии; восстановление естественного состояния нарушенных природных комплексов, поддержание экологического баланса.
Заказник предназначен для:
- сохранения и восстановления природных комплексов;
- сохранения местообитаний редких видов растений и животных.

Заказник основан в 1990 году. Местонахождение: Московская область, городской округ Серебряные Пруды, сельское поселение Узуновское, в 0,8 км к юго-западу от деревни Беззубово, 1,3 км к западу от деревни Клёмово, в 0,1 км к востоку от автодороги Р-114 Кашира — Серебряные Пруды — Кимовск — Узловая. Общая площадь заказника составляет 352,28 га (участок № 1 (северный) — 45,6 га, участок № 2 (южный) — 306,68 га). Участок № 1 заказника включает квартал 35 Серебряно-Прудского участкового лесничества Луховицкого лесничества. Участок № 2 заказника включает кварталы 44-49 Серебряно-Прудского участкового лесничества Луховицкого лесничества.

## Описание
Территория заказника представлена всхолмленно-волнистыми моренноводноледниковыми равнинами, расчлененными овражно-балочными эрозионными формами. Дочетвертичный фундамент местности сложен меловыми песками и перекрыт мореной и покровными лёссовидными суглинками.
Участок № 1 включает пологонаклонный фрагмент моренноводноледниковой равнины и левый отрог крупной балки, пересекающей участок № 2 с юга на север. Абсолютные высоты на участке № 1 изменяются от 176 м над у. м. (в днище эрозионной формы в юго-восточном углу территории) до 193 м над у. м. (пологий склон междуречной равнины).
Абсолютные высоты поверхностей на участке № 2 колеблются от 178 м над у.м. (уровень днища балки в северной оконечности территории) до 212 м над у. м. (привершинная поверхность холма в западной части территории). Более половины площади заказника расположено на отметках более 200 м над у. м.
Территория участка № 2 заказника занята моренными всхолмлениями, рассекаемыми крупной субмеридиональной балкой (длиной в границах участка 1,8 км; шириной по бровкам 50—80 м, по днищу 20—30 м) с несколькими овражными ответвлениями. Балка имеет корытообразный поперечный профиль и четкие бровки. Крутизна бортов достигает 30—40°. Днище балки заболочено, в его осевой части образовался современный эрозионный врез (глубиной 0,5 м) с временным водотоком. В центральной части Участка № 2 на правом борту балки образованы зоогенные формы рельефа (барсучий городок). Бровки и вершины оврагов с У-образным поперечным профилем выражены четко. Ширина оврагов по бровкам — 5—10 м, крутизна бортов — 30—60°, высота бортов — 2—4 м, ширина днищ — 1—2 м.
На территории заказника представлены временные водотоки по днищам эрозионных форм. Общий поверхностный сток участка № 1 направлен в восточном направлении, а участка № 2 — в северном, в реку Лошатовку — левый приток реки Осётр.
На возвышенных поверхностях территории заказника преобладают серые типы почв, сформировавшиеся под широколиственными лесными массивами. В нижних частях склоновых поверхностей равнин, межхолмовых понижениях, на участках с замедленным дренажем представлены серые глеевые почвы. На переувлажненных участках днищ балок и оврагов образовались перегнойно-глеевые почвы.

### Флора и растительность
На территории заказника представлены хорошо сохранившиеся участки широколиственных лесов и березово-осиновые леса со значительным участием широколиственных пород деревьев и кустарников. В первом ярусе лесов встречаются дуб, липа, вяз гладкий, клен платановидный; в разных частях леса преобладает та или иная из этих широколиственных пород, в ряде мест присутствует примесь старых высокоствольных осин и берез. В кустарниковом ярусе высотой до 5—7 м, довольно густом, участвуют лещина обыкновенная, крушина ломкая, жимолость лесная, в подросте — изредка клен полевой (редкий вид, занесенный в Красную книгу Московской области), липа, клен платановидный, рябина. В травяном покрове доминируют виды дубравного широкотравья и эфемероиды — ветреница лютиковая, лютик кашубский, купена многоцветковая, медуница неясная, вороний глаз, сныть обыкновенная, ландыш майский, пролесник многолетний. Кроме этих, широко распространенных видов, местами отмечены хохлатка Маршалла, занесенная в Красную книгу Московской области, и фиалка душистая (редкий и уязвимый вид, не включенный в Красную книгу Московской области, но нуждающийся на её территории в постоянном контроле и наблюдении), а также петров крест чешуйчатый.
На небольшом по площади участке № 1 в 35 квартале заказника встречаются старые широколиственные и средневозрастные мелколиственные с дубом, липой и кленом кустарниковые широкотравные леса с типичными дубравными видами. В балке, ограничивающей с юга этот квартал, растут таволга вязолистная, сныть обыкновенная, чистяк весенний, селезеночник очереднолистный, страусник обыкновенный, камыш лесной, сердечник горький, бодяк овощной, гравилат речной, крапива, чистец лесной, мхи родов мниум и плагиомниум. На склонах преобладают липа, вяз, береза и осина, дуб приурочен к бровкам склонов, из кустарников доминирует бересклет бородавчатый, местами обилен хвощ зимующий и осока волосистая.
В лесах здесь встречается колокольчик крапиволистный — редкий и уязвимый вид, не включенный в Красную книгу Московской области, но нуждающийся на её территории в постоянном контроле и наблюдении.
Приводораздельные поверхности на участке № 2 заняты старовозрастными высокоствольными широколиственными кустарниковыми широкотравными лесами из клёна платановидного, липы, осины, с примесью вяза и дуба, реже березы. Диаметр стволов лип и осин в среднем составляет 35—40 см, старые липы и вязы имеют диаметр 40—45 см, реже до 50 см. Единично встречается ясень обыкновенный, или высокий. Сомкнутость крон древостоя — 0,8—1,0.
В подросте обилен клен платановидный и липа, местами много черемухи. Кустарниковый ярус образован лещиной, а жимолость лесная и бересклет бородавчатый единичны. В травяном покрове доминируют сныть, ветреница лютиковая, зеленчук жёлтый, часто встречаются медуница неясная, копытень европейский, чистяк весенний, звездчатка жестколистная, пятнами растут хвощ зимующий, подмаренник душистый, пролесник многолетний, лютик кашубский, купена многоцветковая, петров крест чешуйчатый, хвощ лесной, вороний глаз четырёхлистный, реже — щитовник мужской, чистец лесной, фиалка удивительная и воронец колосистый. Здесь в 44 квартале широко распространена хохлатка Маршалла, занесенная в Красную книгу Московской области.
Среди широколиственных лесов имеются небольшие участки более молодых осиново-березовых с липой и кленом во втором ярусе, подростом клёна, липы и черемухи кустарниковых широкотравных лесов с доминированием сныти, зеленчука, ветреницы лютиковой, пролесника и медуницы неясной. Здесь довольно часто встречаются щитовник мужской, лютик кашубский, изредка — кочедыжник женский, гнездовка настоящая — редкий и уязвимый вид, не включенный в Красную книгу Московской области, но нуждающийся на её территории в постоянном контроле и наблюдении, а также осока лесная. В этих лесах сохранились очень старые березы с диаметром стволов до 80 см.
На прогалинах в лесах растут малина, сныть, ветреница лютиковая, чистяк, гравилат речной, крапива двудомная. В лесах имеются вкрапления лесокультур сосны редкотравных.
По днищу широкой лесной балки в кварталах 44 и 45 растут таволга вязолистная, сныть, чистяк весенний, селезеночник очереднолистный, местами обилен страусник, камыш лесной, сердечник горький, бодяк овощной, гравилат речной, крапива, чистец лесной, напочвенные мхи (виды мниума и плагиомниума). В овражных отрогах балки увеличивается доля липы и вяза, кроме типичных видов дубравного широкотравья здесь обилен хвощ зимующий. Некоторые участки крутых склонов балок и оврагов заказника покрыты березоволиповыми лесами с доминированием осоки волосистой.
По окраинам лесного массива формируется опушка из молодых осин, берез, подроста клёна платановидного и черемухи снытьевая с ландышем майским, звездчаткой жестколистной и фиалкой душистой.

### Фауна
Фауна позвоночных животных заказника отличается хорошей сохранностью и репрезентативностью для сообществ широколиственных и смешанных лесов Московской области. Низкая доля синантропных видов свидетельствует о высокой степени сохранности экосистем заказника.
Практически весь фаунистический состав позвоночных животных — это виды, экологически связанные с древесно-кустарниковой растительностью. Всего на территории заказника отмечено обитание 32 вида позвоночных животных — одного вида амфибий, 19 видов птиц и 12 видов млекопитающих.
На территории заказника можно выделить два основных зоокомплекса (зооформации) — зооформацию широколиственных и лиственных лесов и зооформацию хвойных лесов; также здесь отмечаются обитатели опушечных местообитаний, однако, отдельной зооформации эти виды не образуют, поскольку встречаются в основном по границам рассматриваемой территории; часто постоянные участки обитания этих видов лежат вне границ заказника.
Абсолютно преобладает на обоих участках заказника зооформация широколиственных и лиственных лесов. На участке № 2 также распространена зооформация хвойных лесов, однако, по численности и видовому разнообразию значительно уступает вышеназванной.
Отдельные виды зооформации лугово-опушечных местообитаний могут быть встречены на опушках обоих участков.
В пределах зооформации широколиственных лесов встречаются следующие виды позвоночных животных: малая лесная мышь, лесной конек, малый пестрый дятел, обыкновенная лазоревка, мухоловка-пеструшка, обыкновенный соловей, чёрный и певчий дрозды, большая синица, пеночка-весничка; с лиственными лесами заказника связаны европейская косуля и мухоловка-белошейка (редкие и уязвимые виды, не включенные в Красную книгу Московской области, но нуждающиеся на территории области в постоянном контроле и наблюдении). С залесённой овражно-балочной сетью заказника (участок № 2) связаны в своём распространении зелёная пеночка и травяная лягушка; здесь же располагается жилой барсучий городок (барсук является редким и уязвимым видом, не включённым в Красную книгу Московской области, но нуждающимся на территории области в постоянном контроле и наблюдении); по водотокам встречается речной бобр.
Зооформация хвойных лесов, ввиду специфики биотопов, населяемых ею в пределах заказника, а также ввиду их фрагментарности, характеризуется, как уже было отмечено, значительно меньшим видовым богатством. Её типичные представители — лось, пеночка-трещотка, большой пестрый дятел, желна, ворон.
По лесным опушкам обоих участков отмечаются как виды, связанные с этим экотонным биотопом, так и некоторые луговые и синантропные виды. Данную зооформацию населяют обыкновенный крот, полевая мышь, обыкновенная овсянка, серая ворона, а также чёрный коршун (вид, занесенный в Красную книгу Московской области), встречающийся на участке № 2.
По всей территории заказника обитают обыкновенная бурозубка, рыжая полевка, обыкновенная лисица, лесная куница, кабан, зяблик, пеночка-теньковка.

## Объекты особой охраны заказника
Охраняемые экосистемы: старовозрастные широколиственные лещиновые широкотравные леса и их производные — березово-осиновые с широколиственными породами.
Места произрастания и обитания охраняемых в Московской области, а также иных редких и уязвимых видов растений и животных, зафиксированных на территории заказника, перечисленных ниже, а также барсука и европейской косули.
Охраняемые в Московской области, а также иные редкие и уязвимые виды растений:
- виды, занесенные в Красную книгу Московской области: клен полевой, хохлатка Маршалла;
- виды, являющиеся редкими и уязвимыми таксонами, не включенные в Красную книгу Московской области, но нуждающиеся на территории области в постоянном контроле и наблюдении: колокольчик крапиволистный, гнездовка настоящая, фиалка душистая.

Охраняемые в Московской области, а также иные редкие и уязвимые виды животных:
- виды, занесенные в Красную книгу Московской области: чёрный коршун;
- виды, являющиеся редкими и уязвимыми таксонами, не включенные в Красную книгу Московской области, но нуждающиеся на территории области в постоянном контроле и наблюдении: мухоловка-белошейка.